# Діловий центр (станція метро, Калінінсько-Солнцевська лінія)
«Діловий центр» (рос. Деловой центр) —  станція Солнцевської лінії Московського метрополітену. Станція є пересадною на станцію «Виставкова» Філівської лінії та однойменну станцію Великої кільцевої лінії. Станція відкрита у складі дистанції «Парк Перемоги» — «Діловий центр» 31 січня 2014, як перша черга Солнцевського радіусу метро.

## Технічна характеристика
Конструкція станції — колонна трипрогінна мілкого закладення (глибина закладення — 30 м). Побудована за індивідуальним проектом відкритим способом з монолітного залізобетону. Станція є частиною єдиного комплексу з 3 розташованих паралельно одна одній станцій, сполучених пішохідною галереєю.

## Колійний розвиток
Станція з колійним розвитком — 5 стрілочних переводів, 1 станційна колія для обороту рухомого складу і ССГ до Великої кільцевої лінії.

## Вестибюлі і пересадки
Одночасно з введенням станції в експлуатацію відкритий також західний вестибюль з організацією входу та виходу пасажирів на територію торгово-розважального центру «Афімолл». 

### Пересадки
- Метростанцію   Виставкова
- Метростанцію  Діловий центр
- Платформу МЦД  Тестовська
- Платформу МЦД  Тестовська
- Автобус:с344

## Історія
Платформи станції «Виставкова» і обох станцій «Діловий центр» були спорудженні у конструкціях під час будівництва Центрального ядра Московського Міжнародного Ділового Центру Москва-Сіті у 1999—2004 роках. Платформа «Виставкової» (верхній ярус) була відкрита у 2005 році, одну з платформ «Ділового центру» (нижній ярус) відкрили у 2014 році у складі Солнцевської лінії.
16 березня 2017 станція запрацювала у повному обсязі через відкриття відкриття трьох станцій Солнцевського радіусу. Оскільки оборотний тупик знаходиться на дільниці між цією станцією і станцією «Парк Перемоги», потяги прибувають на станцію обома тунелях з боку «Парку Перемоги». Через це на станції частково присутній лівосторонній рух: потяг відходить на оборот по лівій колії в сторону «Парку Перемоги», а повертається по правій.
Станція «Діловий центр» Солнцевської лінії розташована південніше «Виставкової» і північніше «Ділового центру» Великої кільцевої лінії.